# Betaald Voetbal De Graafschap 2011-2012
Questa voce raccoglie le informazioni riguardanti il Betaald Voetbal De Graafschap nelle competizioni ufficiali della stagione 2011-2012.

## Rosa
| N. |                               | Ruolo | Calciatore           |
| -- | ----------------------------- | ----- | -------------------- |
| 1  | Paesi Bassi (bandiera)        | P     | Joost Terol          |
| 2  | Turchia (bandiera)            | D     | Muslu Nalbantoğlu    |
| 4  | Paesi Bassi (bandiera)        | D     | Jan-Paul Saeijs      |
| 5  | Paesi Bassi (bandiera)        | D     | Purrel Fränkel       |
| 6  | Finlandia (bandiera)          | C     | Jussi Kujala         |
| 7  | Macedonia del Nord (bandiera) | D     | Xhelil Abdulla       |
| 11 | Serbia (bandiera)             | A     | Nenad Srećković      |
| 12 | Paesi Bassi (bandiera)        | P     | Yves de Winter       |
| 13 | Paesi Bassi (bandiera)        | C     | Rogier Meijer        |
| 14 | Paesi Bassi (bandiera)        | A     | Soufian El Hassnaoui |

| N. |                        | Ruolo | Calciatore          |
| -- | ---------------------- | ----- | ------------------- |
| 15 | Paesi Bassi (bandiera) | D     | Ties Evers          |
| 17 | Paesi Bassi (bandiera) | D     | Jochem Jansen       |
| 18 | Paesi Bassi (bandiera) | C     | Sjoerd Overgoor     |
| 20 | Paesi Bassi (bandiera) | A     | Kaye Coppoolse      |
| 26 | Paesi Bassi (bandiera) | P     | Jordy van de Kracht |
| 28 | Paesi Bassi (bandiera) | C     | Lion Kaak           |
| 29 | Paesi Bassi (bandiera) | A     | Yuri Rose           |
| 31 | Paesi Bassi (bandiera) | D     | Ted van de Pavert   |
| 32 | Belgio (bandiera)      | C     | Geoffry Hairemans   |
| 34 | Paesi Bassi (bandiera) | C     | Gregor Breinburg    |